# Geminio Ognio
Geminio Ognio (ur. 13 grudnia 1917 w Recco, zm. 28 października 1990 w Rzymie) – włoski piłkarz wodny. Dwukrotny medalista olimpijski.
W 1948 w Londynie wspólnie z kolegami został mistrzem olimpijskim. Cztery lata później znalazł się wśród brązowych medalistów igrzysk. Był mistrzem Europy w 1947.